# Stilleking
Das Naturschutzgebiet Stilleking (NSG-Kennung MK-043) liegt am südlichen Rand der nordrhein-westfälischen Stadt Lüdenscheid. Es ist etwa 152,9 Hektar groß und wurde 1994 vom Kreistag des Märkischen Kreises mit dem Landschaftsplan Nr. 3 Lüdenscheid als Naturschutzgebiet ausgewiesen, damals unter der NSG-Bezeichnung Truppenübungsplatz Stilleking und Hemecketal.
Mit der ersten Änderung des Landschaftsplans 2005 ging die Umbenennung des Naturschutzgebiets in Stilleking einher.
Seit 2005 ist die Fläche mit nahezu identischem Flächenzuschnitt auch als FFH-Gebiet DE-4811-301 Ehemaliger Truppenübungsplatz Stilleking und Hemecketal ausgewiesen, wodurch sie Teil des europäischen Schutzgebietsnetzes Natura 2000 ist.

## Geschichte
Der Name Stilleking geht auf eine alte Hoflage im Osten knapp außerhalb des Naturschutzgebiets zurück. Dort steht an einem Weg entlang der NSG-Grenze ein markanter Baum, die sogenannte Lehngerichtslinde.
Das Areal wurde von den 1930er Jahren bis 1992 als Truppenübungsplatz genutzt; auch Panzer übten auf dem Gelände.

## Gebietsbeschreibung
Im NSG Stilleking sind im Naturraum Märkisches Oberland sehr selten gewordene Lebensräume, u. a. größere Heideflächen unter Schutz gestellt. Besonders kennzeichnend für den Naturraum sind neben Offenlandbereichen kleinere Buchenwälder und bachbegleitende Erlenwälder. Der ehemalige Truppenübungsplatz bildet ein ausgedehntes nährstoffarmes Areal und besteht im Wesentlichen aus großflächigen, hügeligen Magergrünlandkomplexen, welche durch Waldflächen, Gehölzstreifen und Baumgruppen in Einzelflächen mit teilweise mehr als 500 m Durchmesser aufgeteilt werden. Die Spanne der Grünlandflächen reicht von trocken bis stau- und sickerfeucht. Daneben sind kleinflächig Fragmente von Borstgrasrasen, Zwergstrauchheiden und Silikattrockenrasen vorhanden. Infolge Nutzungsaufgabe sind nahezu alle Magergrünlandbiotope mehr oder weniger verbracht, stellenweise sind artenarme Stadien von acidophilen Saumgesellschaften entstanden. 2003 wurde jedoch der größte Teil der Flächen als extensive Rinderweide abgezäunt. Der Rest der Flächen wird mit Schafen beweidet. Neben naturnah mäandrierenden Bachläufen sind einige stehende Kleingewässer zu finden. Einen ausgedehnten staufeuchten Bereich mit einigen flachen Kleingewässern bildet das hochgelegene Quellgebiet des Grünen Siepens. Feuchtweiden und bachbegleitende Hochstaudenfluren kennzeichnen das im Osten anschließende Hemecketal sowie das westlich noch angeschnittene Schibbecke-Tal. Bei den Waldtypen des Gebiets überwiegen Hainsimsen-Buchenwald und Fichtenforste. In den teils siepenartigen Bachtälchen stockt auch Erlen-Eschen-Auwald.
Das NSG bietet mehreren selten gewordenen Tier- und Pflanzenarten einen geeigneten Lebensraum. In den beweideten Bereichen brüten Vogelarten des Offenlandes wie Neuntöter und Wiesenpieper. Als seltene Pflanzenarten finden sich Quendelblättriges Kreuzblümchen und Behaarter Ginster im Offenland.

## Beweidungsprojekt

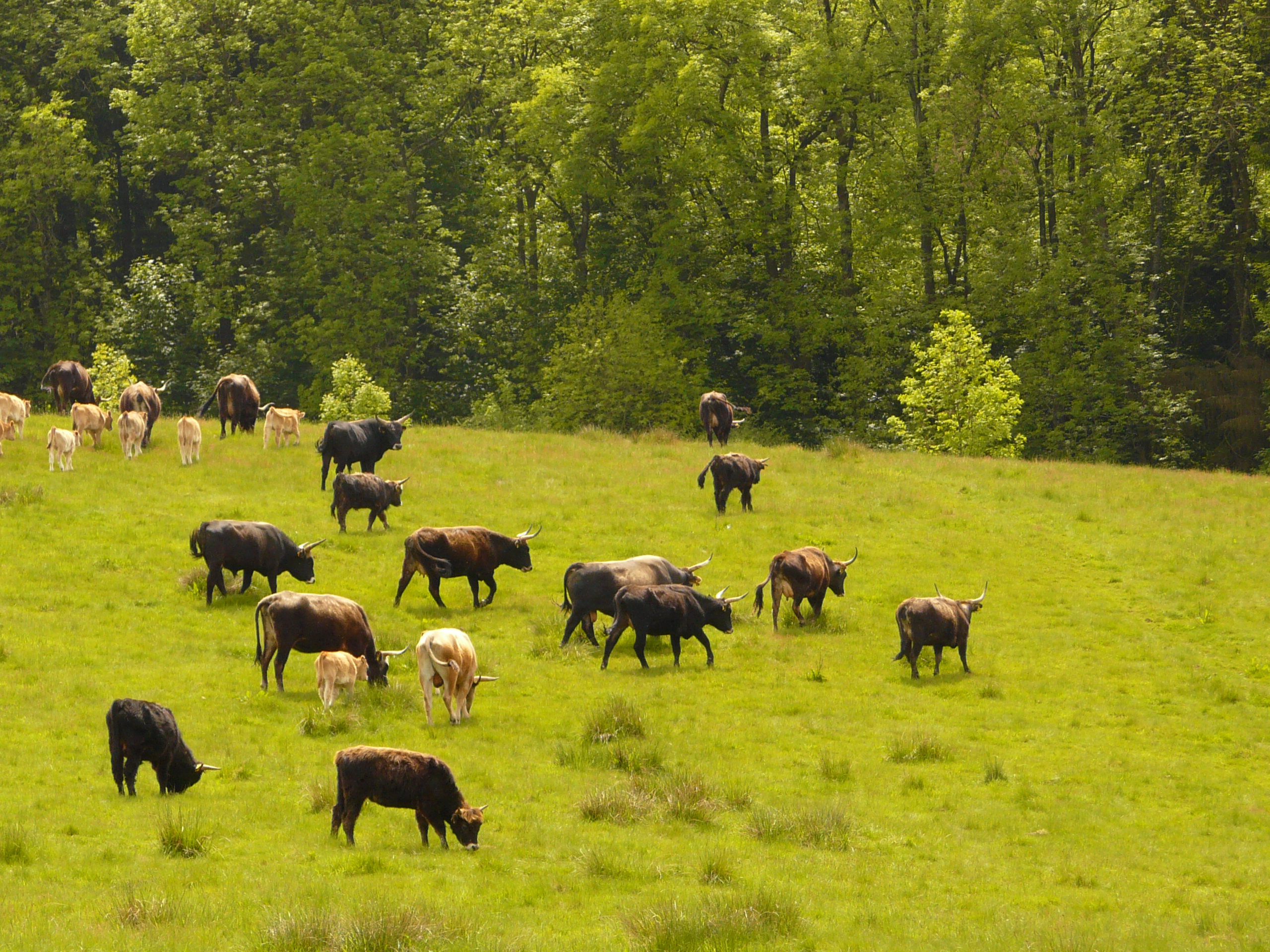
Eine Heckrinderherde lebt ganzjährig auf der „Wilden Weide“ des Stilleking-Gebietes

Um die Heide- und Magergrünlandflächen zu erhalten, wurde im Frühjahr 2002 ein Beweidungsprojekt mit Heckrindern begonnen. Dabei wurde auch ein Netz mehrerer Rundwege durch das Areal angelegt. Die Besucher erhalten auf diesen Wegen viele Informationen über die verschiedenen natürlichen Sehenswürdigkeiten. Sie leben auf einem rund 60 Hektar großen, eingezäunten Areal, das NRW-Stiftung, Stadt Lüdenscheid und Förderverein Naturschutz Märkischer Kreis gemeinsam gekauft haben.
Die NRW-Stiftung besitzt seit 2005 insgesamt 89,02 ha ha Land im NSG, welche vom Naturschutzzentrum Märkischer Kreis betreut werden.

## Schutzzweck
Das Naturschutzgebiet wurde zur Erhaltung und Entwicklung dieser extensiven Grünlandfläche und als Lebensraum seltener und gefährdeter Tier- und Pflanzenarten ausgewiesen. Wie bei anderen Naturschutzgebieten in Deutschland wurde in der Schutzausweisung darauf hingewiesen, dass das Gebiet „wegen der landschaftlichen Schönheit und Einzigartigkeit“ zum Naturschutzgebiet wurde.